# Bulbul jaboteur
Phyllastrephus terrestris
Espèce
Répartition géographique
Statut de conservation UICN

 LC  : Préoccupation mineure
Le Bulbul jaboteur (Phyllastrephus terrestris) est une espèce de passereau de la famille des Pycnonotidae.

## Habitat
Son habitat naturel est les forêts sèches subtropicales ou tropicales ainsi que les forêts de plaine humides et les zones de broussailles humides subtropicales ou tropicales.

## Répartition et sous-espèces
Cet oiseau est représenté par 4 sous-espèces :
- P. t. suahelicus Reichenow, 1904 — du sud de la Somalie au nord du Mozambique ;
- P. t. intermedius Gunning & Roberts, 1911 — sud du Zimbabwe et du Mozambique, nord-est de l'Afrique du Sud ;
- P. t. rhodesiae Swainson 1837 — miombo ;
- P. t. terrestris Swainson 1837 — fynbos.